# 長良北町駅
長良北町駅（ながらきたまちえき）は、岐阜県岐阜市長良にあった、名古屋鉄道の駅および停留場である。
岐阜市内線（長良線）と高富線の2路線が接続していた。

## 歴史
当駅には1960年まで岐阜市内線と高富線の2路線が乗り入れていたが、そのうち先に開業したのは高富線の駅である。高富線は長良軽便鉄道の路線として1913年に当駅から高富駅までが一度に開通、開業当初は他の鉄道と接続していない孤立路線であった。開業時の駅名は長良駅（ながらえき）で、長良北町駅に改称するのは1947年ころとされる。一方岐阜市内線は美濃電気軌道の路線として岐阜駅前駅から順次路線が通じ、高富線開業より2年経過した1915年に岐阜市街から長良川を越えて当地まで延伸されてきた。このときに岐阜市内線の長良北町駅は開業、両路線は接続し、間もなく直通運転を開始した。その後1920年に長良軽便鉄道は美濃電気軌道に合併、その美濃電気軌道も1930年には名古屋鉄道に合併された。
戦後、長良橋が架け替えられると長良川の南岸から当駅までの岐阜市内線は複線化を果たした。一方、高富線は路線と車両の改良もなされないままで輸送能力は貧弱であり、結局1960年に廃止のうえ路線バスへ転換された。岐阜市内線の徹明町 - 当停留場間は単なる枝線になってしまい、業績の不振が続いていた同区間は市内交通の妨げにもなることから次いで1988年に廃止された。これに伴い当停留場は廃駅となった。
- 1913年（大正2年）12月25日 - 長良軽便鉄道の当駅 - 高富駅間の開通と同時に長良駅として開業[3][7]。
- 1915年（大正4年）11月20日 - 美濃電気軌道が長良橋駅から延伸し、長良北町駅が開業[3][注 1]。長良軽便鉄道と美濃電気軌道市内線が接続され、11月26日より両線で直通運転開始[3]。
- 1920年（大正9年）9月10日 - 長良軽便鉄道は美濃電気軌道へ合併[3]。長良軽便鉄道は高富線となる。
- 1922年（大正11年）5月26日 - 旧笠松駅の駅舎が当駅へ移築される[3]。
- 1930年（昭和5年）8月20日 - 美濃電気軌道が名古屋鉄道に合併。同社の岐阜市内線の停留場および高富線の駅となる[3]。
- 1947年（昭和22年）4月30日以前 - 高富線の駅が長良北町駅に改称（詳細な時期は不明）[3]。
- 1957年（昭和32年）3月31日 - 岐阜市内線の長良橋 - 当停留場間の複線化が完了（1956年の長良橋架け替え完成による）[3]。
- 1960年（昭和35年）4月22日 - 高富線廃止[3]。
- 1973年（昭和48年） - 鵜飼屋 - 当停留場間の線路が、道路東側から道路中央に移設。当駅は道路中央の停留場となる。
- 1988年（昭和63年）6月1日 - 岐阜市内線の徹明町 - 当停留場間の廃止により廃駅[3]。

## 駅構造
晩年の状況は、単式1面1線の乗り場であった。併用軌道のため乗り場は道路上に設けられていたが、安全地帯はなく、道路に白線で枠がペイントされていたのみであった。
高富線が廃止される前は、道路の東側に相対式2面2線の乗り場が設けられ、駅舎も設置されていた。

### 配線図
|            | 長良北町駅 構内配線略図 | → 徹明町方面 |
| 凡例 出典: |                         |              |

## 隣の駅
名古屋鉄道
岐阜市内線
鵜飼屋駅 - 長良北町駅
高富線
長良北町駅 - 高見駅
- 1922年までは高富線の高見駅との間に北町駅（きたまちえき）が存在した。